# Mladošovice
Mladošovice jsou obec v okrese České Budějovice v Jihočeském kraji. Nachází se blízko hranice CHKO Třeboňsko, šestnáct kilometrů východně od Českých Budějovic. Žije zde 427 obyvatel.

## Historie
První písemná zmínka o vesnici (Mladssouicz) pochází z roku 1367, kdy patřila třeboňskému klášteru. Již tehdy zde stál kostel, kterému v roce 1499 přistavěli věž. Roku 1823 byla zřízena škola.
Roku 1929 vznikla autobusová linka Třeboň–Borovany, kterou provozoval místní dopravce Veigl. Tou dobou již byl v obci sbor dobrovolných hasičů a družstevní záložna.
Kolem roku 1939 bylo v okolí obce budováno pohraniční opevnění, zbytky pevnůstek jsou dodnes místy patrné.
Při sovětské okupaci roku 1968 zde přišel o život jeden sovětský voják.

## Obyvatelstvo
| Rok            | 1869  | 1880 | 1890 | 1900 | 1910 | 1921 | 1930 | 1950 | 1961 | 1970 | 1980 | 1991 | 2001 | 2011 | 2021 |
| -------------- | ----- | ---- | ---- | ---- | ---- | ---- | ---- | ---- | ---- | ---- | ---- | ---- | ---- | ---- | ---- |
| Počet obyvatel | 1 007 | 972  | 925  | 912  | 964  | 883  | 827  | 602  | 561  | 445  | 349  | 309  | 287  | 365  | 426  |
| Počet domů     | 157   | 169  | 168  | 165  | 169  | 171  | 178  | 182  | 168  | 144  | 121  | 179  | 190  | 209  | 223  |

## Obecní správa

### Místní části
Obec Mladošovice se skládá ze tří částí na třech katastrálních územích.
- Mladošovice (i název k. ú.)
- Lhota (k. ú. Lhota u Vlachnovic)

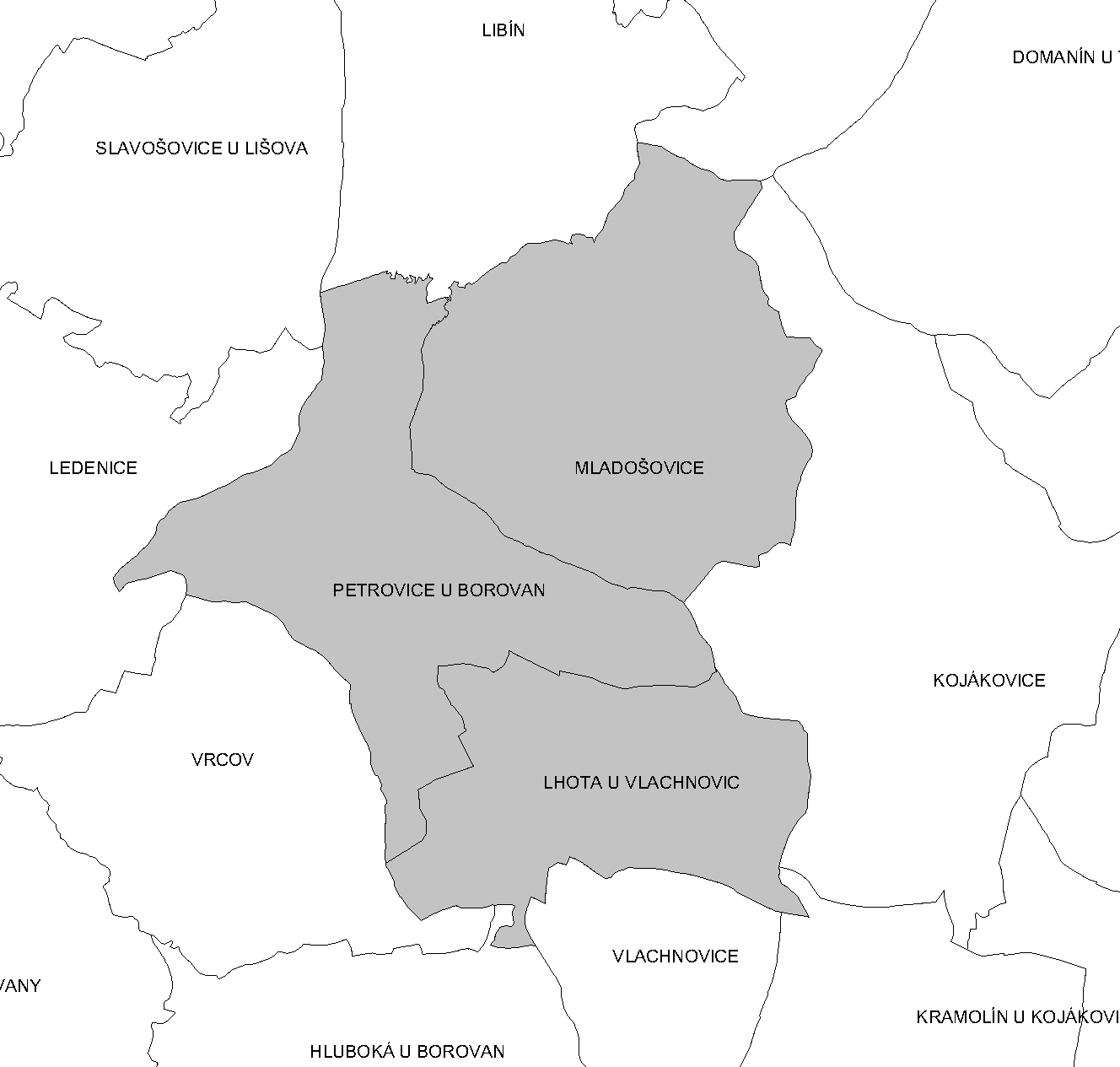
Katastrální území Mladošovic

- Petrovice (k. ú. Petrovice u Borovan)

Lhota i Petrovice byly k Mladošovicím připojeny 1. ledna 1976.

## Pamětihodnosti
Ve vsi se nachází původně gotický kostel svatého Bartoloměje s kopií Rembrandtova obrazu Poslední večeře, kterou namaloval malíř Jan Kojan z Kojákovic. Malíř je pohřben na místním hřbitově.
Dle pověsti měl být kostel svatého Bartoloměje postaven na kopci Dříčov mezi obcemi Mladošovice a Kojákovice. Byl již zde navezen materiál pro jeho stavbu, ale jednoho dne ráno byl všechen pracně a dlouhodobě navezený materiál "přenesen" na místo, kde stojí kostel dnes. Občané tehdy usoudili, že rozhodla Vyšší moc a kostel postavili tam, kde stojí dodnes.
- Socha svatého Jana Nepomuckého

## Osobnosti
- František Divoký (1892–1972), příslušník československých legií a československého zahraničního vojska[6]
- Do zdejší školy chodil Radovan Krátký, jehož otec působil v místní škole jako učitel.
- Ve vsi krátce pobyl na návštěvě u místního faráře Václav Beneš Třebízský (1883): Zdejší prostředí se mu zalíbilo, takže slíbil, že opět přijede, ale hned příští rok zemřel.[7]